# 辽宁省人民检察院
辽宁省人民检察院是辽宁省的检察机关，现任检察长为高鑫。